# 23262 Thiagoolson
23262 Thiagoolson è un asteroide della fascia principale. Scoperto nel 2000, presenta un'orbita caratterizzata da un semiasse maggiore pari a 2,4093818 UA e da un'eccentricità di 0,0437286, inclinata di 6,10187° rispetto all'eclittica.